# البراحة (المضاربة والعارة)

تعديل مصدري - تعديل

البراحـة هي إحدى قرى عزلة المضاربة بمديرية المضاربة والعارة التابعة لمحافظة لحج، بلغ تعداد سكانها 157 نسمة حسب تعداد اليمن لعام 2004.